# Parco nazionale Defileul Jiului
Il parco nazionale Defileul Jiului (in romeno Parcul naţional Defileul Jiului) è un'area naturale protetta che si trova nel sud ovest della Romania. Istituito nel 2005.